# ISO 3166-2:BL
ISO 3166-2:BL è il sottogruppo dello standard ISO 3166-2 riservato alla collettività d'oltremare della Repubblica francese di Saint-Barthélemy.

Lo standard ISO 3166-2, seconda parte dello standard ISO 3166, pubblicato dall'Organizzazione internazionale per la normazione (ISO), è stato creato per codificare i nomi delle suddivisioni territoriali delle nazioni e delle aree dipendenti codificate nello standard ISO 3166-1.
Attualmente, nello standard ISO 3166-2 non è stato definito nessun codice per Saint-Barthélemy.
Il codice ISO 3166-1 alpha-2 ufficialmente assegnato a Saint-Barthélemy è BL, tale codice le è stato assegnato nel 2007 dopo la scissione dalla Guadalupa. Inoltre gli è stato assegnato il codice ISO 3166-2 FR-BL all'interno del sottogruppo della Francia.

## Modifiche
Le seguenti modifiche al sottogruppo sono state annunciate nella newsletter ISO 3166/MA dopo la prima pubblicazione dello standard ISO 3166-2 nel 1998:
| Newsletter     | Data       | Descrizione della modifica nella newsletter                                     |
| -------------- | ---------- | ------------------------------------------------------------------------------- |
| Newsletter I-9 | 2007-11-28 | Aggiunta di un nuovo sottogruppo (in accordo con la ISO 3166-1 Newsletter VI-1) |